# Gare Lille-Europe (stacja metra)
Gare Lille-Europe – stacja metra w Lille, położona na linii 2. Znajduje się w Lille, w dzielnicy Lille-Centre. Stacja obsługuje dworzec Gare de Lille-Europe i centrum biznesowe Euralille.
Została oficjalnie otwarta 5 maja 1994. 